# 埃爾多拉多斯普林斯 (阿肯色州)
埃爾多拉多斯普林斯（英語：Eldorado Springs）是位於美國阿肯色州本頓縣的一個鬼鎮。

## 地理
埃爾多拉多斯普林斯所處的海拔為高於海平面296米（即971英呎），而該地所採用的時區為UTC-6，即北美中部時區（CST）。同時該地設有夏令時間，為UTC-6調快一小時，即UTC-5（CDT）。